# Ozodicera phallacantha
Ozodicera phallacantha är en tvåvingeart som beskrevs av Alexander 1942. Ozodicera phallacantha ingår i släktet Ozodicera och familjen storharkrankar.
Artens utbredningsområde är Peru. Inga underarter finns listade i Catalogue of Life.